# أمينة الجندي
أمينة الجندي وزيرة الشئون الاجتماعية والتأمينات السابقة في مصر خلال الفترة (1999 - 2005).

## المسيرة العلمية
عاشت طفولتها في السويس والدها كان مدير لبنك التسليف والتعاون الزراعي، حصلت على بكالوريوس كلية الخدمة الاجتماعية جامعة حلوان عام(1963) عملت اخصائية اجتماعية بكلية الفنون الجميلة ثم رئيساً لقسم رعاية الطلاب، حصلت على ماجستير في التخطيط الاجتماعي عام (1978) ودرست فيها ظاهرة التطرف بين الشباب، ودكتوراه في علم الاجتماع من جامعة الاسكندرية (1987)

## المسيرة المهنية
قامت بالتدريس في جامعة حلوان حتى عام (1989) حيث بدأت العمل كمسئولة عن إدارة التخطيط والمتابعة بالمجلس القومي للأمومة والطفولة، وتدرجت حتى منصب الامين العام. اختيرت عضواً معيناً بمجلس الشورى ووكيل لجنة الصحة والسكان والبيئة بالمجلس، عضو المجلس الاعلى للتعليم قبل الجامعي، احرزت مقعداً لمصر بفوزها بالمركز الثالث في انتخابات اللجنة الدولية لحقوق الطفل بالأمم المتحدة عام (1999) نائب الرئيس التنفيذي لمنتدى البرلمانيين الافارقة والعرب، عضو المجلس القومي للخدمات بالمجالس القومية المتخصصة، عضو مجلس أمناء اتحاد الاذاعة والتلفزيون، شاركت كعضو رسمي حكومي في 15 مؤتمراً عالمياً، و 7 مؤتمرات أوروبية و 4 مؤتمرات أفريقية لها العديد من الدراسات والابحاث في مجالات الشباب خاصة التطرف بين الشباب، وابحاث عن الطفولة والامومة، تم تكريمها على المستوى الدولي والمحلي.